# NGC 1165
NGC 1165 é uma galáxia espiral barrada (SBa) localizada na direcção da constelação de Fornax. Possui uma declinação de -32° 05' 58" e uma ascensão recta de 2 horas, 58 minutos e 47,7 segundos.
A galáxia NGC 1165 foi descoberta em 19 de Outubro de 1835 por John Herschel.